# Russisch-vietnamesische Beziehungen
Die russisch-vietnamesischen Beziehungen bezeichnen das zwischenstaatliche Verhältnis zwischen der Russischen Föderation (und dessen Vorgängerstaaten) und der Sozialistischen Republik Vietnam. Beide Staaten unterhalten seit der Mitte des 20. Jahrhunderts traditionell enge politische, militärische und wirtschaftliche Verbindungen. Die UdSSR war der wichtigste Unterstützer Nordvietnams während des Indochinakriegs und des Vietnamkriegs. Auch nach dem Zerfall der Sowjetunion blieben die Beziehungen stabil und wurden 2001 durch eine strategische Partnerschaft sowie 2012 durch eine umfassende strategische Partnerschaft institutionalisiert.

## Geschichte

### Frühe Kontakte und sowjetische Unterstützung für Vietnam

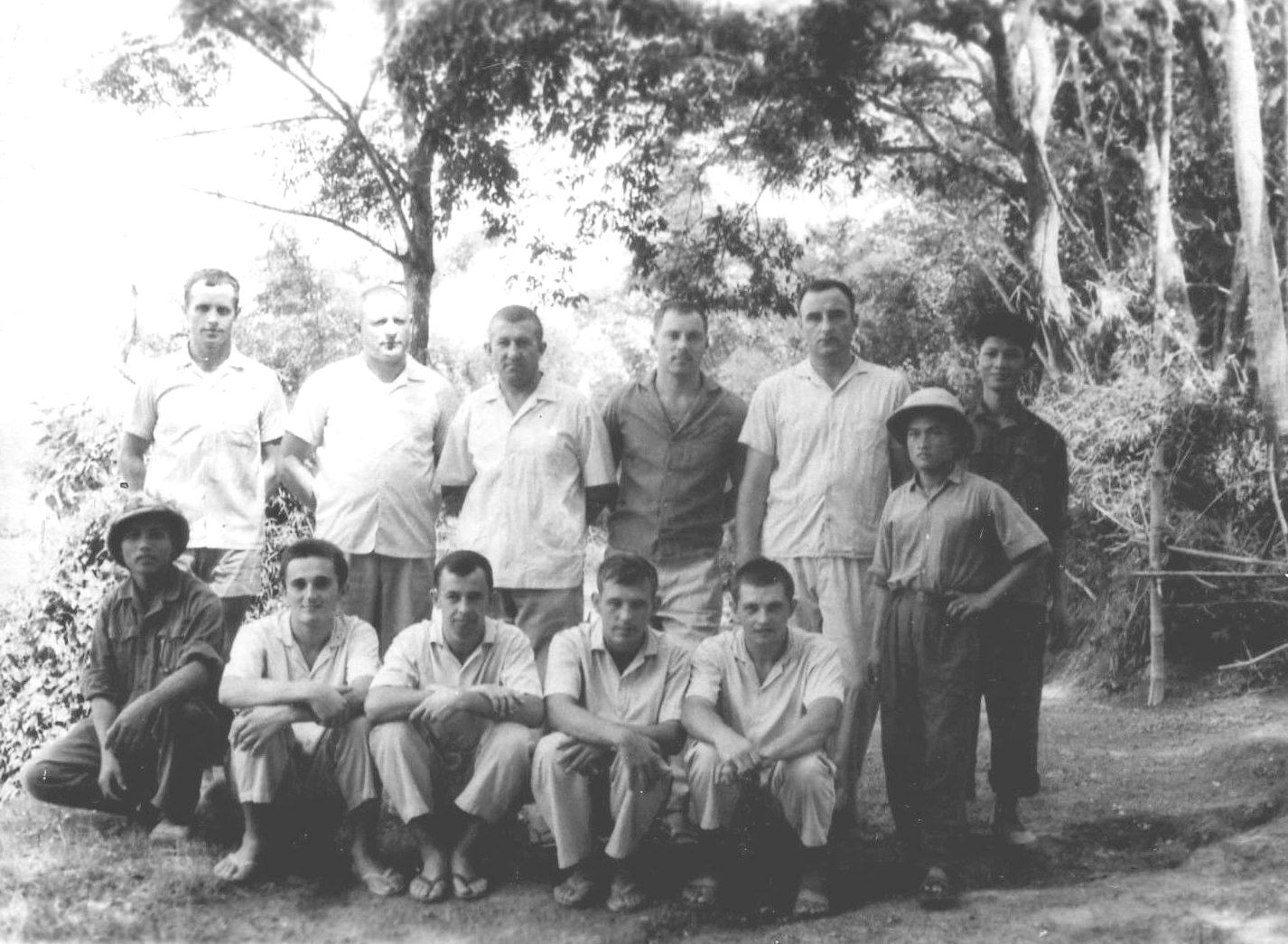
Sowjetische Militärangehörige in Vietnam (1967)

Direkte Beziehungen zwischen Russland und Vietnam bestanden vor dem 20. Jahrhundert kaum. Erst nach der Oktoberrevolution 1917 interessierte sich die neue sowjetische Führung für antikoloniale Bewegungen in Asien, darunter auch im damals französisch kontrollierten Indochina. Der spätere vietnamesische Staatsgründer Hồ Chí Minh hielt sich in den 1920er Jahren in Moskau auf, absolvierte die Kommunistischen Universität der Werktätigen des Ostens und nahm an Kongressen der Kommunistischen Internationale teil. Nach der Gründung der Demokratischen Republik Vietnam 1945 (unter Hồ Chí Minh) erkannte die Sowjetunion das neue Regime zunächst nicht offiziell an, unterstützte es jedoch ideologisch und logistisch.
Die volle sowjetische Unterstützung setzte nach dem Sieg der Kommunisten in China (1949) und dem Beginn des Ersten Indochinakriegs (1946–1954) ein. Ab den 1950er Jahren wurde Nordvietnam ein wichtiger Partner Moskaus in Südostasien. Die Sowjetunion lieferte Waffen, Flugzeuge, technische Ausrüstung sowie Bildungshilfe und entsandte tausende Militär- und zivile Berater. Während des Vietnamkriegs (1964–1975) intensivierte sich die sowjetische Hilfe weiter: Nordvietnam erhielt umfangreiche militärische Unterstützung, darunter Flugabwehrsysteme (z. B. S-75 Dvina), MiG-Kampfflugzeuge sowie logistische Infrastruktur, was maßgeblich zur Verteidigung gegen die US-Luftwaffe beitrug, auch wenn die Sowjetunion nicht direkt in den Konflikt eingriffen.
Trotz gelegentlicher Spannungen zwischen Moskau und Hanoi – etwa wegen Nordvietnams gleichzeitiger Annäherung an China – blieb die Sowjetunion bis zum Ende des Krieges einer der engsten Verbündeten Vietnams. Nach dem Fall von Saigon 1975 und der Wiedervereinigung Vietnams war die UdSSR das erste Land, das die Sozialistische Republik Vietnam diplomatisch anerkannte. Nach dem Beginn des Chinesisch-Vietnamesischen Konflikts waren die Sowjets der verbliebene Hauptverbündete. Beide Länder unterzeichneten 1978 einen Freundschaftsvertrag, der auch militärische Beistandsklauseln enthielt. Die sowjetische Marine nutzte ab 1979 den vietnamesischen Tiefseehafen Cam Ranh Bay als strategischen Stützpunkt im Pazifikraum – ein Symbol der militärischen Präsenz Moskaus in Südostasien.

### Beziehungen nach dem Kalten Krieg

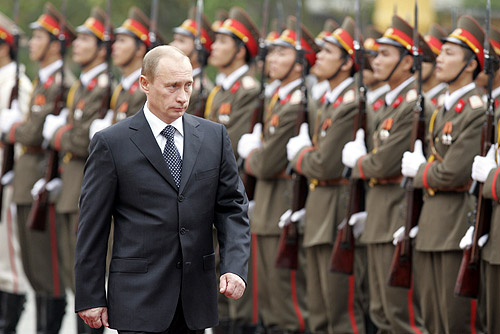
Putin in Vietnam (2006)

Nach dem Zerfall der Sowjetunion 1991 übernahm Russland als Rechtsnachfolger die diplomatischen Beziehungen zur Regierung und die Botschaft in Hanoi. Trotz wirtschaftlicher Schwäche in der Jelzin-Ära hielten beide Länder an ihrem engen Verhältnis fest. Die Nutzung von Cam Ranh Bay wurde 2002 beendet, doch 2001 vereinbarten Russland und Vietnam eine „strategische Partnerschaft“, die 2012 zu einer „umfassenden strategischen Partnerschaft“ aufgewertet wurde.
Russland blieb ein wichtiger Rüstungslieferant Vietnams und in den 1990er und 2000er Jahren wurden neue Rüstungsgeschäfte vereinbart. Gleichzeitig vertieften sich auch die wirtschaftlichen Kontakte, insbesondere im Energiesektor. Unterstrichen wurde die Partnerschaft durch regelmäßige Staatsbesuche auf höchster Ebene. Auch bei der Unterstützung in internationalen Foren (z. B. der UNO) stehen sich beide Regierungen traditionell nahe.
Der Ukrainekrieg ab 2014 und insbesondere die russische Invasion 2022 brachten Vietnam in eine diplomatisch schwierige Lage: Das offiziell blockfreie Vietnam vermied es, Russland offen zu kritisieren oder Sanktionen zu unterstützen, stimmte jedoch in der UNO wiederholt für Resolutionen zur territorialen Integrität der Ukraine. Russland betrachtet Vietnam weiterhin als Schlüsselpartner in Asien. 2024 bekräftigten beide Seiten in einer Deklaration ihre Partnerschaft, auch wenn neue Großprojekte (etwa im Energiesektor) unter geopolitischem Druck langsamer voranschreiten.

## Wirtschaftsbeziehungen
Die wirtschaftlichen Beziehungen zwischen Russland und Vietnam gehen auf die russischen Aufbauhilfen der Sowjetära zurück und entwickelten sich vor allem nach 2000 dynamisch. Russland exportiert in erster Linie Rohstoffe, Düngemittel und Maschinen nach Vietnam; Vietnam liefert Meeresfrüchte, Textilien, Kaffee und Elektronikprodukte. Besonders wichtig ist die Zusammenarbeit im Energiesektor: Das 1981 gegründete Joint Venture Vietsovpetro – zwischen PetroVietnam und dem russischen Konzern Sarubeschneft – betreibt bis heute mehrere Öl- und Gasfelder vor der vietnamesischen Küste. Nach dem Freihandelsabkommen zwischen Vietnam und der Eurasischen Wirtschaftsunion 2015 wuchs der bilaterale Handel weiter. 2024 lag das Handelsvolumen bei rund 5 Milliarden US-Dollar, mit Potenzial nach oben. In jüngerer Zeit wirken sich westliche Sanktionen gegen Russland auch auf die vietnamesisch-russischen Wirtschaftsbeziehungen aus (z. B. Zahlungsverkehr, Logistik), beide Seiten sind jedoch entschlossen die Partnerschaft weiterzuführen. 
Am 14. Januar 2025 unterzeichneten das staatliche russische Kernenergieunternehmen Rosatom und der staatliche vietnamesische Energieversorger Vietnam Electricity während des Besuchs des russischen Premierministers Michail Mischustin in Hanoi ein Abkommen über nukleare Zusammenarbeit.

## Kulturbeziehungen

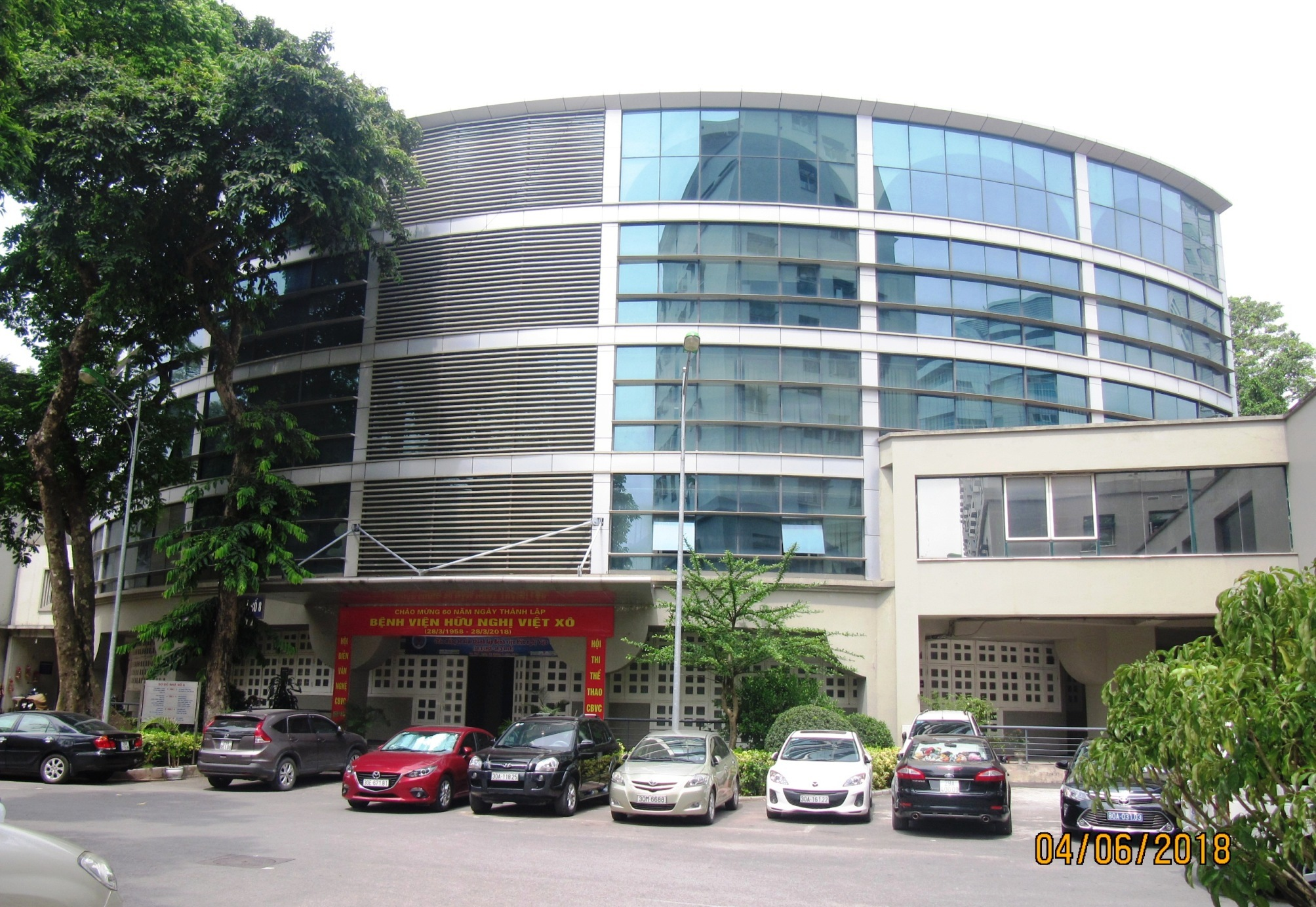
Vietnamesisch-sowjetisches Freundschaftskrankenhaus in Hanoi

Die kulturellen Beziehungen zwischen Russland und Vietnam sind historisch stark durch die sowjetische Bildungs- und Austauschpolitik geprägt. Zwischen den 1950er- und 1980er-Jahren studierten Tausende Vietnamesen in der Sowjetunion, viele davon in technischen und medizinischen Fachrichtungen. Diese „Sowjetalumni“ bilden bis heute einen einflussreichen Teil der vietnamesischen Verwaltung und Wissenschaft. Auch im Bereich Kultur, Film und Musik gab es regen Austausch: Sowjetische Kinderfilme und Zeichentrickserien waren in Vietnam weit verbreitet. Nach 1991 ebbte der kulturelle Einfluss ab, doch russische Sprache und Bildung sind weiterhin präsent, u. a. an Universitäten. Kulturelle Veranstaltungen, Sprachaustauschprogramme und russisch-vietnamesische Freundschaftsvereine bestehen weiterhin, insbesondere zum Gedenken an historische Solidarität und gemeinsame Entwicklung.

## Sicherheit
Sicherheitspolitisch ist Russland traditionell einer der wichtigsten Partner Vietnams. Die vietnamesische Armee setzt bis heute auf Waffentechnologie sowjetischer bzw. russischer Herkunft, von Kampfflugzeugen und Hubschraubern über Raketenabwehr bis zu U-Booten. Russland bietet weiterhin Schulungen und Wartungsdienstleistungen für diese Systeme. Vietnam wiederum betrachtet Russland als wichtigen Gegenpol zur chinesischen Dominanz in der Region, insbesondere im Hinblick auf territoriale Streitigkeiten im Südchinesischen Meer. Auch wenn Vietnam offiziell bündnisfrei bleibt, betont es regelmäßig das strategische Vertrauen zu Moskau. Gemeinsame Marineübungen, Rüstungskonferenzen und sicherheitspolitische Dialoge unterstreichen diese enge Zusammenarbeit.

## Diplomatische Standorte
- Russland betreibt eine Botschaft in Hanoi und Generalkonsulate in Đà Nẵng und Ho-Chi-Minh-Stadt.
- Vietnam betreibt eine Botschaft in Moskau und Generalkonsulate in Jekaterinburg und Wladiwostok.